# Ampedus sanguineus
Ampedus sanguineus là một loài bọ cánh cứng trong họ Elateridae. Nó dài 12 đến 17 mm.

## Phân bổ
Theo dử liệu trong lịch sử nó được tìm thấy ở Anh quốc, nhưng bây giờ đã tuyệt chủng ở Anh.